# Wolfgang Kehr (Bibliothekar)
Wolfgang Kehr (* 8. Juli 1931 in Darmstadt) ist ein deutscher Bibliothekar.

## Leben
Wolfgang Kehr, Bruder des Geigers, Dirigenten und Musikwissenschaftlers Günter Kehr, studierte in Mainz und Marburg, wo er 1955 das Staatsexamen in Anglistik, Germanistik und Philosophie ablegte. 1957 wurde er mit einer Arbeit über John Cowper Powys promoviert. Anschließend begann er die Ausbildung für den Bibliotheksdienst in Darmstadt und Köln und arbeitete ab 1959 an der Stadt- und Universitätsbibliothek Frankfurt. Vom 1. September 1967 bis zu seiner Pensionierung 1994 war er Direktor der Universitätsbibliothek Freiburg. In seine Amtszeit fiel die Modernisierung der Bibliothek, die Katalogisierung der mittelalterlichen Handschriften und der Inkunabeln in den Bibliotheken Freiburgs und Umgebung, sowie die Veröffentlichung der gedruckten Kataloge, die Beschreibung der historischen Buchbestände des 15.–19. Jahrhunderts in Baden-Württemberg für ein Handbuch, die Planung und Entwicklung des universitären Bibliothekssystems mit größeren Einheiten und mit der Universitätsbibliothek als Verwaltungs- und Koordinierungszentrum, die Gründung des audiovisuellen Medienzentrums der Universität in der Universitätsbibliothek und der Erstaufbau der dazu gehörenden Sammlungen, die beiden Pläne für die Reform und die zukünftige Weiterentwicklung der Universitätsbibliotheken des Landes, der Übergang zur Digitalisierung sämtlicher Arbeitsgänge und Dienstleistungen, die Planung und Entwicklung des 1978 eröffneten Neubaus der Universitätsbibliothek. 1973 wurde er zum Honorarprofessor an der Universität Freiburg ernannt.
Wolfgang Kehr war viele Jahre auch für die Deutsche Forschungsgemeinschaft und den Wissenschaftsrat tätig.
Er erhielt 1991 die Universitätsmedaille und den Oberrheinischen Kulturpreis, 1997 das Bundesverdienstkreuz 1. Klasse.